# Kabinett Netanjahu III
Das Kabinett Netanjahu III (hebräisch הממשלה השלושים ושלושה של ישראל) war das dritte Kabinett unter Ministerpräsident Benjamin Netanjahu. Es war die 33. Regierung des Staates Israel.
Nach den Parlamentswahlen im Januar 2013 bildete eine Koalition aus Likud, Jesch Atid, HaBajit haJehudi und Ha-Tnu’a die Regierung, welche am 18. März 2013 vereidigt wurde und bis zum 14. Mai 2015 im Amt war. Mit 68 von 120 Sitzen verfügte die Regierung über ein Mehrheit.

## Koalitionsparteien
| Partei | Partei | Partei                  | Ausrichtung                                                                      | Wähleranteil | Abgeordnete | Ministerien | Parteichef         |
| ------ | ------ | ----------------------- | -------------------------------------------------------------------------------- | ------------ | ----------- | ----------- | ------------------ |
|        |        | Likud Jisra’el bejtejnu | Nationalkonservativ                                                              | 23,34        | 31          | 20          | Benjamin Netanjahu |
|        |        | Jesch Atid              | Zentristen                                                                       | 14,33        | 19          | 05          | Jair Lapid         |
|        |        | HaBajit haJehudi        | Religiöser Zionismus                                                             | 09,12        | 12          | 05          | Naftali Bennett    |
|        |        | Ha-Tnu’a                | Mitte-links Liberalismus Sozialliberalismus Progressismus Säkularismus Zionismus | 04,99        | 06          | 02          | Tzipi Livni        |

## Auflösung der Regierung
Am 2. Dezember 2014 entließ Netanjahu Justizministerin Tzipi Livni (Ha-Tnu’a) und Finanzminister Yair Lapid (Jesch Atid). Daraufhin traten vier weitere Jesch Atid|Jesch-Atid-Minister zurück. Dadurch wurde die Regierung vorzeitig aufgelöst, was zu Wahlen am 17. März 2015 führte.

## Kabinettsmitglieder
| Amt                                                                  | Bild | Name                   | Partei           | Amtsantritt       | Amtsende          | Hinweise                                                                | Stellvertreter (Partei) |
| -------------------------------------------------------------------- | ---- | ---------------------- | ---------------- | ----------------- | ----------------- | ----------------------------------------------------------------------- | --- |
| Ministerpräsident                                                    |      | Benjamin Netanjahu     | Likud            | 18. März 2013     | 14. Mai 2015      |                                                                         | Ofir Akunis (Likud) |
| Minister für Landwirtschaft und ländliche Entwicklung                |      | Ja’ir Schamir          | Jisra’el Beitenu | 18. März 2013     | 14. Mai 2015      |                                                                         | |
| Minister für Kommunikation                                           |      | Gilad Erdan            | Likud            | 18. März 2013     | 5. November 2014  |                                                                         | |
| Minister für Kommunikation                                           |      | Benjamin Netanjahu     | Likud            | 5. November 2014  | 14. Mai 2015      |                                                                         | |
| Minister für Kultur und Sport                                        |      | Limor Livnat           | Likud            | 18. März 2013     | 14. Mai 2015      |                                                                         | |
| Minister für Verteidigung                                            |      | Mosche Jaalon          | Likud            | 18. März 2013     | 14. Mai 2015      |                                                                         | Danny Danon (Likud) (Am 15. Juli 2014 von Netanjahu entlassen)                                                                                                  |
| Minister für die Entwicklung des Negev und Galiläas                  |      | Silvan Schalom         | Likud            | 18. März 2013     | 14. Mai 2015      |                                                                         | |
| Minister für Wirtschaft                                              |      | Naftali Bennett        | HaBajit haJehudi | 18. März 2013     | 14. Mai 2015      | Ministerium am 22. Januar 2013 umbenannt                                | |
| Minister für Bildung                                                 |      | Schai Mosche Piron     | Jesch Atid       | 18. März 2013     | 4. Dezember 2014  | Rücktritt nach Entlassung von Yair Lapid                                | Abraham Warzman (HaBajit haJehudi) |
| Minister für Energie- und Wasserversorgung                           |      | Mosche Jaalon          | Likud            | 18. März 2013     | 14. Mai 2015      |                                                                         | |
| Minister für Umweltschutz                                            |      | Amir Peretz            | Ha-Tnu’a         | 18. März 2013     | 11. November 2014 | Nach Widerständen gegen die Haushaltspläne der Regierung zurückgetreten | |
| Minister für Finanzen                                                |      | Jair Lapid             | Jesch Atid       | 18. März 2013     | 2. Dezember 2014  | Von Benjamin Netanjahu entlassen                                        | Mickey Levy (Jesch Atid) (Am 4. Dezember 2014 nach der Entlassung von Yair Lapid zurückgetreten)                                                                |
| Minister für auswärtige Angelegenheiten                              |      | Benjamin Netanjahu     | Likud            | 18. März 2013     | 11. November 2013 | Zurückgetreten, um für Liebermann Platz zu machen                       | Ze’ev Elkin (Likud) (Am 12. Mai 2014 nach Ernennung zum Chef des Komitees für Auswärtige Angelegenheiten und Verteidigung) Zachi Ha-Negbi (Likud) (nachgerückt) |
| Minister für auswärtige Angelegenheiten                              |      | Avigdor Lieberman      | Jisra’el Beitenu | 11. November 2013 | 6. Mai 2015       |                                                                         | Ze’ev Elkin (Likud) (Am 12. Mai 2014 nach Ernennung zum Chef des Komitees für Auswärtige Angelegenheiten und Verteidigung) Zachi Ha-Negbi (Likud) (nachgerückt) |
| Minister für Gesundheit                                              |      | Ja’el German           | Jesch Atid       | 18. März 2013     | 4. Dezember 2014  | Rücktritt nach Entlassung von Yair Lapid                                | |
| Minister für Heimatfrontverteidigung                                 |      | Gilad Erdan            | Likud            | 18. März 2013     | 30. Juni 2014     | Ministerium aufgelöst                                                   | |
| Minister für Bau- und Wohnungswesen                                  |      | Uri Ariel              | HaBajit haJehudi | 18. März 2013     | 14. Mai 2015      |                                                                         | |
| Ministerin für Alija und Integration                                 |      | Sofa Landver           | Jisra’el Beitenu | 18. März 2013     | 10. Mai 2015      |                                                                         | |
| Minister für Nachrichtendienste                                      |      | Yuval Steinitz         | Likud            | 18. März 2013     | 14. Mai 2015      | kombiniert mit:                                                         | |
| Minister für strategische Angelegenheiten                            |      | Yuval Steinitz         | Likud            | 18. März 2013     | 14. Mai 2015      |                                                                         | |
| Innenminister                                                        |      | Gideon Sa’ar           | Likud            | 18. März 2013     | 5. November 2014  | zurückgetreten                                                          | Faina Kirschenbaum (Jisra’el Beitenu) |
| Innenminister                                                        |      | Gilad Erdan            | Likud            | 5. November 2014  | 14. Mai 2015      |                                                                         | Faina Kirschenbaum (Jisra’el Beitenu) |
| Minister für Jerusalemer Angelegenheiten                             |      | Benjamin Netanjahu     | Likud            | 18. März 2013     | 29. April 2013    |                                                                         | |
| Minister für Jerusalemer Angelegenheiten                             |      | Naftali Bennett        | HaBajit haJehudi | 29. April 2013    | 14. Mai 2015      |                                                                         | |
| Minister für Justiz                                                  |      | Tzipi Livni            | Ha-Tnu’a         | 18. März 2013     |                   | Von Benjamin Netanjahu entlassen                                        | |
| Minister für soziale Gleichheit                                      |      | Uri Orbach             | HaBajit haJehudi | 29. April 2013    | 16. Februar 2015  | Im Amt verstorben                                                       | |
| Minister für soziale Gleichheit                                      |      | Benjamin Netanjahu     | Likud            | 16. Februar 2015  | 14. Mai 2015      |                                                                         | |
| Minister für öffentliche Sicherheit                                  |      | Jitzchak Aharonovitsch | Jisra’el Beitenu | 18. März 2013     | 14. Mai 2015      |                                                                         | |
| Minister für Regionale Entwicklung                                   |      | Silvan Schalom         | Likud            | 18. März 2013     | 14. Mai 2015      |                                                                         | |
| Minister für Dienstleistungen zur Religionsausübung                  |      | Naftali Bennett        | HaBajit haJehudi | 18. März 2013     | 14. Mai 2015      |                                                                         | Eli Ben-Dahan (HaBajit haJehudi) |
| Minister für Wissenschaft, Technologie und Raumfahrt                 |      | Ja’akov Peri           | Jesch Atid       | 18. März 2013     | 4. Dezember 2014  | Rücktritt nach Entlassung von Yair Lapid                                | Tzipi Hotovely (Likud) (erst ab dem 29. Dezember 2014) |
| Minister für strategische Angelegenheiten                            |      | Yuval Steinitz         | Likud            | 18. März 2013     | 14. Mai 2015      |                                                                         | |
| Minister für Verkehr, nationale Infrastruktur und Verkehrssicherheit |      | Israel Katz            | Likud            | 18. März 2013     | 14. Mai 2015      |                                                                         | Tzipi Hotovely (Likud) |
| Minister für Tourismus                                               |      | Uzi Landau             | Jisra’el Beitenu | 18. März 2013     | 14. Mai 2015      |                                                                         | |
| Minister für Wohlfahrt und Soziale Dienste                           |      | Meir Cohen             | Jesch Atid       | 18. März 2013     | 4. Dezember 2014  | Rücktritt nach Entlassung von Yair Lapid                                | |